# Guvernoratul Tulkarm
Guvernoratul Tulkarm (Arabă: محافظة طولكرم) este unul dintre guvernoratele Autorității Naționale Palestiniene, aflat în nordvestul Cisiordaniei. Districtul se întinde pe o suprafață de 268 km² și are o populație de 172,800 locuitori. Capitala acestuia este orașul Tulkarm.

## Localități
Guvernoratul Tulkarm are 51 de localități și două tabere de refugiu. Orașele și municipalitățile menționate mai jos au o populație de peste 1,000 locuitori.

### Municipalități
- Anabta
- Attil
- Bal'a
- Baqa ash-Sharqiyya
- Beit Lid
- Deir al-Ghusun
- Qaffin
- Tulkarm (Capitala acestuia)

### Orășele
| Orășel                                 |
| -------------------------------------- |
| Beit Amin - بيت أمين                   |
| Far'un - فرعون                         |
| Iktaba - إكتابا                        |
| 'Illar- عِلار                           |
| Izbat Shufa - عزبة شوفة                |
| Al Jarushiya - الجاروشية               |
| Kafr Abbush - كفر عبوش                 |
| Kafr Jammal - كفر جمّال                 |
| Kafr al-Labad - كفراللبد               |
| Kafr Rumman - كفر رمّان                 |
| Kafr Sur - كفر صور                     |
| Kafr Thulth - كقر ثلث                  |
| Kafr Zibad - كفر زيباد                 |
| Sir - خربة سر                          |
| Ramin                                  |
| Ras Atiya - خربة رأس عطيّه              |
| Khureish - خربة خريش                   |
| Kur - كور                              |
| an-Nazla al-Gharbiya - النزله الغربيه  |
| an-Nazla ash-Sharqiya - النزله الشرقيه |
| an-Nazla al-Wusta - النزله الوسطه      |
| Nazlat Abu Nar - نزلات ابو نار         |
| Nazlat 'Isa - نزلة عيسى                |
| Nur Shams - مخيّم نور شمس               |
| Raml Zeita - رمل زيتة/قزازة            |
| al-Ras - الرأس                         |
| Saffarin - سفارين                      |
| Seida - صيدا                           |
| Shufta - شوفه                          |
| Zeita - زيتا                           |